# Филипп I (граф Савойи)
Филипп I Савойский (итал. Filippo I di Savoia; ок. 1207 — 16 августа 1285) — граф Савойский с 1268 года, граф Бургундии с 1267 года. Сын Томаса I Савойского и Маргариты, дочери Гийома I Женевского.

## Биография
Как и отец Филиппа Томас I Савойский, он начал с церковной карьеры. В 1239 году избран епископом Лозанны,но не вступил в должность. С 1245 года епископ Валенса, с 1246 года — архиепископ Лиона.
В 1267 году Филипп сложил духовный сан и женился на Алисе, вдове пфальцграфа Бургундии Гуго де Шалона и дочери Оттона II Меранского и герцога Меранского. Филипп стал графом Бургундии по праву своей жены.
Спустя год, 12 мая 1268 года, скончался брат Филиппа Пьер II Савойский, после чего тот унаследовал титул графа Савойского. К его владениям были присоединены Мюртен и Берн в Швейцарии, и за эти территории Филиппу пришлось вести войну против графа Габсбург Рудольфа I, основателя Австрийского дома Габсбургов, ставшего королём Германии в 1273 году. Рудольф вел ожесточенную борьбу и в конечном итоге заключил мир с Филиппом в Лозанне.
Овдовев в 1279 году, Филипп уступил титул графа Бургундии сыну своей жены от первого брака Оттону IV и удалился в Савойю.
Филипп состоял в конфликте с претендентом на трон Венгрии Карлом I Мартеллом.
В Савойе Филипп царствовал семнадцать лет, и, будучи благотворителем католической церкви, умер 16 августа 1285 года в замке Россильон в Бюже, располагающийся между Лионом и Женевой. Он был похоронен в Откомбе. Филипп не оставил наследников, поэтому престол унаследовал его племянник Амадей V, сын его брата Томаса II.

## Брак
Жена (с 11 июня 1267 года) Алиса (Адель) I (умерла в 1279), пфальцграфиня Бургундии с 1248 года, дочь Оттона II Меранского, пфальцграфа Бургундии и герцога Меранского, вдова Гуго де Шалона (1220—1266), пфальцграфа Бургундии.